# Naissance en 1950
Naissance
- 1946
- 1947
- 1948
- 1949
- 1950
- 1951
- 1952
- 1953
- 1954

Les naissances en 1950 concernent les personnalités nées entre le 1er janvier et le 31 décembre 1950.

## Janvier
- 1er janvier :
  - Richard Dupras, joueur professionnel québécois de hockey sur glace.
  - Mimoun El Oujdi, chanteur marocain († 3 novembre 2018).
  - Steve Ripley, chanteur, compositeur et guitariste américain († 3 janvier 2019).
- 2 janvier : Michel Chevereau, auteur de bandes dessinées.
  - Richard Dupras, joueur professionnel québécois de hockey sur glace.
- 3 janvier :
  - Alain Cerrato, footballeur français († 29 novembre 2001).
  - Olivier Greif, compositeur français († 13 mai 2000).
  - Rick MacLeish, joueur de hockey sur glace canadien († 30 mai 2016).
  - Victoria Principal, actrice américaine.
  - Vesna Vulović, détentrice yougoslave puis serbe du record du monde de la plus haute chute libre sans parachute à laquelle un être humain ait survécu († 23 décembre 2016).
- 5 janvier : 
  - John Manley, avocat, homme d'affaires et politicien canadien.
  - Krystof Wielicki, alpiniste polonais.
- 7 janvier : 
  - Jean-Louis Giovannoni, écrivain et poète français.
  - Juan Gabriel, chanteur auteur-interprète et acteur de cinéma mexicain († 28 août 2016).
- 9 janvier : David Johansen, acteur américain († 28 février 2025).
- 11 janvier : Paul Amar, journaliste français.
- 12 janvier :
  - Brian Blume, éditeur et concepteur de jeu de rôle américain († 27 mars 2020).
  - Patrice Dominguez, joueur, entraîneur et dirigeant du tennis français, journaliste sportif († 12 avril 2015).
  - Philippe Peythieu, acteur et directeur artistique français.
  - Pierre Bühler, théologien suisse.
  - Sheila Jackson Lee, femme politique américaine et représentante à la chambre des représentants († 19 juillet 2024).
- 13 janvier : Joe Fontana, politicien canadien.
- 14 janvier : Smaïl Mekki, acteur français d'origine algérienne († 2 octobre 2016).
- 15 janvier : Bebeto de Freitas, dirigeant sportif brésilien († 13 mars 2018).
- 16 janvier : Daniel Vischer, homme politique suisse († 17 janvier 2017).
- 17 janvier : 
  - Lounis Aït Menguellet, chanteur kabyle.
  - Jean Poirier, politicien franco-ontarien canadien.
  - Stávros Saráfis, joueur de football international grec († 13 octobre 2022).
- 18 janvier : 
  - Gilles Villeneuve, pilote automobile Formule 1 canadien († 8 mai 1982).
  - Boris Nevzorov, acteur russe († 18 février 2022).
- 20 janvier :
  - Chuck Lefley, joueur canadien de hockey sur glace.
  - Mahamane Ousmane, homme d'État nigérien.
  - Franca Sozzani, journaliste italienne de mode († 22 décembre 2016).
  - Herbie Yamaguchi, photographe japonais.
- 21 janvier : Joseph R. Tanner, astronaute américain.
- 23 janvier : Richard Dean Anderson, acteur et producteur américain.
- 24 janvier : 
  - Daniel Auteuil, acteur français.
  - Bernard Bigot, chimiste français († 14 mai 2022).
- 25 janvier :
  - Jean-Marc Ayrault, homme politique français.
  - Gloria Naylor, femme de lettres américaine († 28 septembre 2016).
- 26 janvier : Jörg Haider, personnalité politique autrichienne († 11 octobre 2008).
- 28 janvier : David C. Hilmers, astronaute américain.
- 29 janvier : 
  - Ann Jillian, actrice américaine.
  - Catherine Colliot-Thélène, philosophe française († 6 mai 2022).

## Février
- 1er février : Yoshitomo Tokugawa, prince et artiste japonais († 25 septembre 2017).
- 3 février : Morgan Fairchild, actrice américaine.
- 6 février : Natalie Cole, musicienne et actrice américaine († 31 décembre 2015).
- 7 février :
  - Jean-Pierre Chopin, écrivain, philosophe, essayiste, dramaturge et critique d'art français.
  - Zdravko Zupan, auteur et historien de bande dessinée serbe († 9 octobre 2015).
- 8 février : Keith Milligan, premier ministre de l'Île-du-Prince-Édouard.
- 9 février : Tom Wappel, homme politique fédéral.
- 10 février : 
  - Luis Donaldo Colosio, homme politique mexicain († 23 mars 1994).
  - Yves Trudel, acteur québécois († 11 mars 2022).
- 11 février :
  - Marian Zembala, médecin et politicien polonais († 19 mars 2022).
  - Ilinka Mitreva, femme politique macédonienne († 1er août 2022).
- 12 février :
  - Steve Hackett, guitariste britannique.
  - Michael Ironside, acteur canadien.
  - João W. Nery, écrivain et activiste LGBT brésilien († 26 septembre 2018).
- 13 février : Peter Gabriel, musicien et chanteur britannique.
- 14 février : Ken Levine, acteur, scénariste, producteur et réalisateur américain.
- 15 février : 
  - Merab Tchigoïev, homme politique et dirigeant ossète, premier ministre d'Ossétie du Sud († 9 janvier 2016).
  - Guy Touvron, musicien, soliste international et professeur honoraire de conservatoire français († 9 mars 2024).
- 16 février : R. D. Call, acteur américain († 27 février 2020).
- 17 février : Serge Torrano, militant communiste libertaire et syndicaliste français († 30 mars 2015).
- 19 février : Johan Leysen, acteur belge († 30 mars 2023).
- 20 février :
  - Walter Becker, guitariste américain († 3 septembre 2017).
  - Claude Hennion, physicien français.
  - Ken Shimura, humoriste et animateur de radio et télévision japonais († 29 mars 2020).
  - Ángel Teruel, matador espagnol († 17 décembre 2021).
- 21 février : Sahle-Work Zewde, diplomate et femme d'État éthiopienne.
- 22 février :
  - Miou-Miou (Sylvette Hery), actrice française.
  - Genesis P-Orridge, artiste, performeuse, musicienne et écrivaine britannique († 14 mars 2020).
  - Julie Walters, actrice britannique
- 23 février : Mary Pat Gleason, actrice américaine († 2 juin 2020).
- 24 février : Ewa Andrzejewska, chimiste, enseignante de sciences chimiques et professeure titulaire polonaise († 21 juin 2019).
- 25 février : 
  - Néstor Kirchner, homme d'État argentin († 27 octobre 2010).
  - Tony Lloyd, politicien britannique († 17 janvier 2024).
- 26 février : Helen Clark, femme politique néo-zélandaise, premier ministre de Nouvelle-Zélande.

## Mars
- 3 mars : 
  - Mohamed Ali Yousfi, écrivain et traducteur tunisien.
  - Tim Kazurinsky, acteur et scénariste américain.
- 4 mars : 
  - Ken Robinson, écrivain britannique († 22 août 2020).
  - Carolyn E. Reed, chirurgienne  américaine († 16 novembre 2012).
- 6 mars : 
  - Dominique Dufoix, footballeur français († 9 décembre 2017).
  - Olivier Le Gendre, écrivain et journaliste français († 22 octobre 2014).
  - Arthur Roche, cardinal catholique britannique de la Curie romaine.
- 7 mars : Jackie Selebi, commissaire de police sud-africain, président d'Interpol († 23 janvier 2015).
- 10 mars :
  - Ted McKenna, batteur écossais († 19 janvier 2019).
  - Stephen Oliver, compositeur anglais († 29 avril 1992).
- 11 mars : Bobby McFerrin, chanteur et chef d'orchestre américain.
- 12 mars :
  - Willie Duggan, joueur de rugby à XV irlandais   († 28 août 2017).
  - Jon Provost, acteur américain.
- 13 mars : Charles Krauthammer, journaliste, chroniqueur politique, polémiste, écrivain et psychiatre américain († 21 juin 2018).
- 15 mars : Alex Barbier, auteur de bande dessinée et peintre français († 29 janvier 2019).
- 16 mars :
  - Kate Nelligan, actrice canadienne.
  - Jean-Claude Thomas, homme politique français  († 13 novembre 2018).
- 17 mars : Luciano Conati, coureur cycliste italien († 6 février 2016).
- 18 mars : Brad Dourif, acteur américain.
- 19 mars : 
  - Steve Houben, saxophoniste de jazz belge.
  - Lydia Wevers, écrivaine et critique littéraire néo-zélandaise († 4 septembre 2021)
- 20 mars : 
  - Tom Towles, acteur américain († 5 avril 2015).
  - William Hurt, acteur et producteur américain († 13 mars 2022).
  - Christine Authier, auteure-compositrice-interprète et animatrice de radio française († août 2022).
- 22 mars :
  - Lauri Mononen, joueur de hockey sur glace finlandais († 5 août 2018).
  - Ryszard Kubiak, rameur d'aviron polonais († 6 février 2022).
- 24 mars :
  - Mansour M'henni, universitaire et journaliste tunisien.
  - Claudia Lux, bibliothécaire allemande.
- 26 mars : 
  - Martin Short, acteur et réalisateur canadien.
  - Alan Silvestri, compositeur de film américain.
- 27 mars : 
  - Tony Banks, claviériste britannique.
  - Maria Ewing, cantatrice américaine († 9 janvier 2022).
- 28 mars : Claudio Lolli, chanteur, auteur-compositeur-interprète, poète, écrivain et professeur de lycée italien († 17 août 2018).
- 29 mars :
  - Mory Kanté, chanteur et musicien guinéen († 22 mai 2020).
  - Kulsoom Nawaz Sharif, femme politique pakistanaise († 11 septembre 2018).
- 30 mars :
- Lucila Nogueira, écrivaine brésilienne († 25 décembre 2016).
- Robbie Coltrane, acteur britannique († 14 octobre 2022).
- 31 mars :
  - Mohamed Fellag chanteur, humoriste et écrivain algérien.
  - Justine Sergent, neuropsychologue canadienne († 11 avril 1994).

## Avril
- 1er avril : Samuel Alito, juge à la Cour suprême des États-Unis depuis 2006.
- 2 avril : Mohand Chérif Hannachi, footballeur algérien devenu dirigeant sportif († 13 novembre 2020).
- 4 avril : Jeanne Goupil, actrice française.
- 5 avril :
  - Agnetha Fältskog, une des chanteuses et compositrices du groupe suédois ABBA.
  - Franklin R. Chang-Diaz, astronaute américain.
  - Toshiko Fujita, actrice japonaise († 28 décembre 2018).
- 7 avril : Marisa Letícia Lula da Silva, épouse de Luiz Inácio Lula da Silva et première dame du Brésil († 3 février 2017).
- 8 avril : Jean-Pierre Pernaut, journaliste français († 2 mars 2022).
- 9 avril :
  - Kenneth D. Cockrell, astronaute américain.
  - Nathan Cook, acteur américain († 11 juin 1988).
  - John McCallum, professeur, auteur et homme politique fédéral canadien († 21 juin 2025).
- 10 avril : Arshad Chaudhry, joueur de hockey sur gazon pakistanais († 11 juin 2015).
- 12 avril :
  - Jean-Marie Abgrall, psychiatre et criminologue français.
  - David Cassidy, acteur, producteur, scénariste et chanteur américain († 21 novembre 2017).
  - Yoshinaga Fujita, romancier et scénariste japonais († 30 janvier 2020).
- 14 avril : Péter Esterházy, écrivain hongrois († 14 juillet 2016).
- 15 avril : 
  - Josiane Balasko, actrice française.
  - Jango Edwards, clown et comédien américain († 4 août 2023).
- 16 avril : 
  - Sok An, homme politique cambodgien († 15 mars 2017).
  - David Graf, acteur américain († 7 avril 2001).
- 17 avril : Amar Saadani, homme politique algérien.
- 18 avril : 
  - Artur Correia, footballeur portugais († 25 juillet 2016).
  - Grigory Sokolov, pianiste russe.
- 19 avril : Marc Demeyer, coureur cycliste belge († 20 janvier 1982).
- 20 avril : Robert Mair, professeur d'université britannique.
- 22 avril :
  - Peter Frampton, chanteur britannique.
  - Thierry Zéno, cinéaste et plasticien belge († 7 juin 2017).
- 25 avril :
  - Peter Hintze, homme politique allemand († 27 novembre 2016).
  - François Jacolin, évêque catholique française, évêque de Mende.
- 26 avril :
  - Elizabeth Chase, joueuse de hockey sur gazon zimbabwéenne († 10 mai 2018).
  - Susana Higuchi, femme politique et femme d'affaires péruvienne († 8 décembre 2021).
  - Piotr Szulkin, réalisateur et scénariste polonais († 5 août 2018).
- 28 avril : Jay Leno, présentateur télé humoriste américain, présentateur du Tonight Show
- 29 avril : Zouc, comédienne et humoriste suisse.

## Mai
- 2 mai : 
  - Roger Grimes, ancien premier ministre de Terre-Neuve-et-Labrador.
  - Olivier Duhamel, politologue et homme politique français.
- 3 mai : Mary Hopkin, chanteuse galloise.
- 5 mai : Noureddine Hammel, footballeur algérien († 7 mars 2017).
- 6 mai : Zbigniew Wodecki, musicien polonais († 22 mai 2017).
- 7 mai : Deepak Obhrai, homme politique canadien († 2 août 2019).
- 8 mai : Marc Veyrat, chef cuisinier français.
- 10 mai : Alain Castet, évêque catholique français, évêque de Luçon.
- 11 mai : 
  - Siegbert Horn, kayakiste est-allemand († 9 août 2016).
  - John F. Kelly, général à la retraite et haut fonctionnaire américain.
- 13 mai :
  - Danny Kirwan, chanteur, auteur et guitariste britannique († 8 juin 2018).
  - Stevie Wonder, chanteur américain.
- 14 mai :
  - Mark Blum, acteur américain († 25 mars 2020).
  - Lounès Khaloui, chanteur algérien chaâbi de musique kabyle († 3 novembre 2016).
  - Thomas E. J. Wiedemann, historien germano-britannique († 28 juin 2001).
- 18 mai : Firmin Le Bourhis, auteur de romans policiers français († 21 avril 2018).
- 20 mai : Roger Louret, metteur en scène français († 25 janvier 2023).
- 21 mai : Carla Rippey, artiste visuelle mexicaine.
- 22 mai :
  - Irène Frain, femme de lettres, historienne et romancière française.
  - Jean-Michel Larrasquet, ingénieur et professeur d'université français († 19 mars 2018).
  - Boukary Kaboré, Ex officier de l'armée et homme politique burkinabé († 13 mai 2023).
- 23 mai : Martin McGuinness, homme politique britannique d'Irlande du Nord († 21 mars 2017).
- 25 mai :
  - Jean Gagné, catcheur et manager canadien († 21 octobre 2016).
  - Alain-Julien Rudefoucauld, écrivain algérien.
  - Roberto Wirth, homme d'affaires italien († 5 juin 2022).
- 27 mai :
  - Mákis Dendrinós, joueur et entraîneur de basket-ball grec († 20 octobre 2015).
  - Brent St. Denis, homme politique canadien.
- 29 mai :
  - Oberto Airaudi, philosophe et peintre italien († 24 juin 2013).
  - Gilles Bertrán de Balanda, cavalier de saut d'obstacles.
- 31 mai : 
  - Edgar Savisaar, homme politique estonien († 29 Décembre 2022).
  - François-Xavier Villain, homme politique français († 27 avril 2025).

## Juin
- 1er juin : 
  - Jean Beaudet, musicien et pianiste canadien.
  - Gennadi Manakov, cosmonaute russe († 26 septembre 2019).
  - Abderrahmane Benbouzid, médecin et homme politique algérien.
- 2 juin : 
  - Momcilo Vukotic, footballeur serbe († 3 décembre 2021).
  - Dominique Mortemousque, personnalité politique française († 7 mai 2022).
- 3 juin :
  - Frédéric François, chanteur belge.
  - Patrick Jacquin, prêtre catholique français († 25 octobre 2018).
  - Melissa Mathison, scénariste américaine († 4 novembre 2015).
  - Robert Z'dar, acteur et producteur américain d'origine lituanienne († 30 mars 2015).
- 5 juin :
  - Daniel von Bargen, acteur américain († 1er mars 2015).
  - Pierre Le-Tan, illustrateur, dessinateur, peintre et décorateur français († 17 septembre 2019).
- 6 juin : Chantal Akerman, cinéaste belge († 5 octobre 2015).
- 7 juin : Daniela Marzano, joueuse de tennis italienne († 2 octobre 2017).
- 10 juin : Claude Chamboissier, musicien, chanteur et producteur français († 4 janvier 2015).
- 12 juin :
  - David Onley, lieutenant-gouverneur de l'Ontario († 14 janvier 2023).
  - Gérard Palaprat, auteur-compositeur-interprète français († 25 septembre 2017).
- 14 juin : Gilles Carpentier, écrivain et éditeur français († 16 septembre 2016).
- 15 juin : Danielle Gaudry, gynécologue française.
- 16 juin : Alain Gillot-Pétré, journaliste français († 31 décembre 1999).
- 17 juin :
  - Rudolf Mang, haltérophile allemand († 12 mars 2018).
  - Denis Mathieu, footballeur français († 11 avril 1995).
- 19 juin : Ray Lovelock, acteur italien († 10 novembre 2017).
- 21 juin : Anne Carson, poétesse et professeure canadienne.
- 22 juin : 
  - Tom Alter, acteur indien d'origine américaine († 29 septembre 2017).
  - Jean-Marie Bockel, homme politique français.
- 24 juin :
  - Jan Kulczyk, entrepreneur polonais († 28 juillet 2015).
  - Wilfried Scheutz, chanteur autrichien († 16 juillet 2017).
- 26 juin :
  - Maria Teresa Beccari, femme politique saintmarinaise († 7 mai 2020).
  - Larry Sharpe, catcheur et entraîneur de catch américain († 10 avril 2017).
- 28 juin : 
  - Jacques van Oortmerssen, chef d'orchestre, pianiste, organiste et compositeur néerlandais († 21 novembre 2015).
  - Fayez Ghosn, homme politique libanais († 22 novembre 2021).
- 30 juin :
  - Paulette Fouillet, judokate française († 25 juillet 2015).
  - Leonard Whiting, acteur britannique.

## Juillet
- 1er juillet : David Duke, homme politique et néonazi américain, ancien Grand Sorcier des Knights of the Ku Klux Klan.
- 2 juillet : Christian Paul, joueur de rugby à XV français († 21 août 2017).
- 3 juillet : Élie Chouraqui, réalisateur français.
- 4 juillet : Ronnie Davis, chanteur jamaïcain († 25 janvier 2017).
- 6 juillet : 
  - Gabriele Albertini, juriste et homme politique italien.
  - Hélène Scherrer, femme politique fédérale provenant du Québec.
  - Wouter Basson (surnommé « Docteur La Mort »), cardiologue sud-africain.
- 7 juillet : 
  - Leon Benoit, homme politique canadien.
  - Themba N. Masuku, homme politique swazi.
  - Rosaura Ruiz Gutiérrez, biologiste mexicaine.
- 8 juillet : Bharat Raj Upreti, juge népalais († 24 mai 2015).
- 9 juillet : Tioulong Saumura, femme politique cambodgienne.
- 11 juillet :

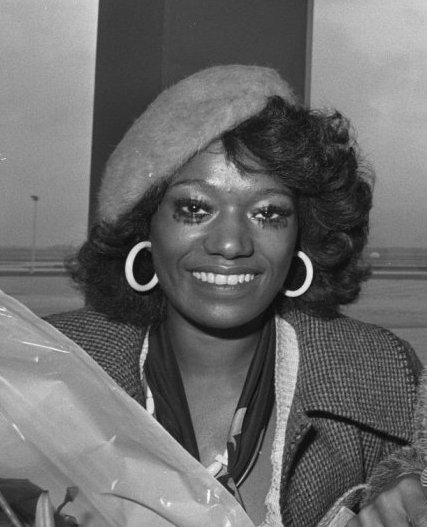
Bonnie Pointer

  - Bonnie PointerBonnie Pointer, chanteuse américaine († 8 juin 2020).
  - Lawrence J. DeLucas, astronaute américain.
  - Bruce McGill, acteur américain.
- 13 juillet :
  - George D. Nelson, astronaute américain.
  - Jurelang Zedkaia, homme politique marshallais († 7 octobre 2015).
- 15 juillet : Denis Côté, accordéoniste québécois.
- 18 juillet : 
  - Richard Branson, entrepreneur britannique (Virgin).
  - Jack Layton, chef du Nouveau Parti démocratique du Canada († 22 août 2011).
  - Jack J. Dongarra, universitaire américain, mathématicien et informaticien.
- 19 juillet : Jocelyn Lovell, coureur cycliste canadien († 3 juin 2016).
- 26 juillet : Nicholas Evans, journaliste et écrivain britannique († 9 août 2022).
- 27 juillet : Bernard Cordier, médecin psychiatre français.
- 29 juillet : Liliane Jagueneau, linguiste française († 19 janvier 2018).
- 30 juillet : Vincenz Liechtenstein, homme politique autrichien († 14 janvier 2008).
- 31 juillet : Richard Berry, acteur français.

## Août
- août : Mamady Keïta, musicien percussionniste guinéen († 21 juin 2021).
- 1er août : Addai II de Bagdad, Catholicos-Patriarche de l'Ancienne Église de l'Orient († 11 février 2022).
- 3 août :
  - John Landis, réalisateur, acteur, producteur de cinéma et scénariste américain.
  - Ernesto Samper, président de la République de Colombie de 1994 à 1998.
- 4 août : Danny Williams, premier ministre de Terre-Neuve-et-Labrador.
- 6 août : 
  - Winston E. Scott, astronaute américain.
  - John Fekner, artiste américain, figures centrales de l'art urbain.
- 8 août :
  - Martine Aubry, femme politique française.
  - Lucjan Lis, coureur cycliste polonais († 26 janvier 2015).
  - Greg Polis, joueur de hockey sur glace canadien († 17 mars 2018).
  - Mutulu Shakur, homme politique américain († 6 juillet 2023).
- 9 août :
  - Anémone, actrice française († 30 avril 2019).
  - Louis Phillips, footballeur belge († 31 décembre 2012).
  - Nicole Tourneur, femme de lettres française († 14 mai 2011).
  - Seyni Oumarou, femme politique nigérien.
- 10 août : Évelyne Morin, poétesse française.
- 11 août : Steve Wozniak, cocréateur de la société Apple.
- 13 août : Mariz Kemal, poétesse et écrivaine russe.
- 14 août : François Dupeyron, écrivain et réalisateur français († 25 février 2016).
- 15 août : Sidy Lamine Niasse, juriste, enseignant, journaliste et guide religieux sénégalais († 4 décembre 2018).
- 16 août : Stockwell Day, ancien chef de l'Alliance canadienne.
- 19 août : Reinhard Fabisch, joueur puis entraineur de football allemand († 12 juillet 2008).
- 20 août :
  - Elvira Cuevas, écologiste portoricaine.
  - Petra Kandarr, athlète allemande spécialiste du 100 et du 200 mètres († 12 mars 2017).
- 21 août : Patrick Juvet, chanteur suisse († 1er avril 2021).
- 23 août : Bah N'Daw, militaire et homme politique malien, président du Mali de 2020 à 2021.
- 24 août : Marc Aaronson, astronome américain († 30 avril 1987).
- 25 août :
  - Eloy Cavazos, matador mexicain.
  - Willy DeVille, chanteur, compositeur et acteur américain († 6 août 2009).
- 30 août : Juris Silovs, athlète letton qui a concouru pour l'Union soviétique († 28 septembre 2018).
- 31 août : Anne McLellan, vice-première ministre du Canada.

## Septembre
- 1er septembre : Phil McGraw connue sous le nom de Dr Phil, animateur télé et ancien psychologue américain.
- 2 septembre : Yaeko Yamazaki, joueuse japonaise de volley-ball.
- 4 septembre :
  - Juanjo Enríquez, footballeur espagnol († 10 août 2015).
  - Jean-Gabriel Ferlan, pianiste français d'origine arménienne († 6 août 2018).
- 5 septembre : David Vunagi, évêque anglican et gouverneur général des îles Salomon depuis 2019.
- 8 septembre : Zachary Richard, auteur-compositeur-chanteur, accordéoniste, multi-instrumentiste et poète américain.
- 11 septembre : Benoît Prot, collectionneur et entrepreneur français.
- 13 septembre : Jeff Lowe, alpiniste américain († 24 août 2018).
- 14 septembre :
  - Paul Kossoff, musicien britannique, guitariste du groupe Free († 19 mars 1976).
  - Eugene H. Trinh, astronaute américain.
- 16 septembre : 
  - Loyola de Palacio, femme politique espagnole († 13 décembre 2006).
  - Sheila Fraser, vérificatrice générale du Canada.
  - Pavel Panov, joueur et entraîneur de football bulgare († 18 février 2018).
- 17 septembre : 
  - Soledad Alvear, femme politique chilienne.
  - Narendra Modi, homme politique indien, premier ministre de l'Inde depuis 2014.
- 18 septembre : Darryl Sittler, joueur de hockey sur glace.
- 21 septembre : Bill Murray, acteur, humoriste et réalisateur américain.
- 23 septembre : 
  - Patrick Simpson-Jones, présentateur de télévision et chanteur français.
  - Timothy J. Keller, pasteur américain († 19 mai 2023).
- 24 septembre : Dan Maloney, joueur de hockey sur glace canadien († 19 novembre 2018).
- 25 septembre : Stanisław Szozda, coureur cycliste polonais († 23 septembre 2013).
- 26 septembre : Marieke van Leeuwen, écrivaine neéerlandaise.
- 27 septembre :
  - Michel Archambault, joueur de hockey sur glace canadien († 23 mai 2018).
  - Jean Plichart, peintre et graveur français († 13 septembre 2006).
- 29 septembre :
  - Alain Casabona, écrivain français († 16 mai 2017).
  - Merle Collins, poétesse grenadienne.
- 30 septembre : Victoria Tennant, actrice, productrice et scénariste britannique.

## Octobre
- 1er octobre : 
  - Jeane Manson, chanteuse et actrice américaine.
  - Boris Moroukov, médecin et cosmonaute russe († 1er janvier 2015).
- 2 octobre :
  - Mike Rutherford auteur-compositeur-interprète britannique.
  - Takeshi Onaga, homme politique japonais († 8 août 2018).
- 3 octobre : Luděk Macela, footballeur tchécoslovaque († 16 juin 2016).
- 4 octobre : 
  - Jean-Pierre Grandjean, photographe et graphiste suisse.
  - Michael Heubach, musicien et compositeur de rock allemand.
- 5 octobre :
  - Božo Bakota, footballeur yougoslave puis croate († 1er octobre 2015).
  - Eddie Clarke, musicien britannique († 10 janvier 2018).
  - Jeff Conaway, acteur américain († 27 mai 2011).
- 7 octobre : 
  - Sione ʻUluvalu Takeivulai Ngu Tukuʻaho, membre de la famille royale tongienne († 5 juillet 2006).
  - Hugh Fraser, acteur britannique.
- 9 octobre : Jody Williams, professeure d'université américain, prix Nobel de la paix en 1997.
- 11 octobre : 
  - Josep Maria Bardagí, musicien, compositeur et interprète espagnol († 24 février 2001).
  - Patty Murray, Femme politique américaine et Présidente Pro Tempore du Sénat des Etats-Unis depuis 2023.
- 12 octobre : Paul Otellini, dirigeant d'entreprise américain († 2 octobre 2017).
- 13 octobre : Hugh Segal, stratège et sénateur canadien († 9 août 2023).
- 14 octobre : Annick Lagadec, journaliste française († 26 février 2018).
- 15 octobre :
  - Blagoja Georgievski, joueur de basket-ball yougoslave († 29 janvier 2020).
  - Candida Royalle, actrice et réalisatrice américaine († 7 septembre 2015).
- 17 octobre :
  - Philippe Barbarin, cardinal français, archevêque de Lyon.
  - Sandra Reemer, chanteuse néerlandaise († 6 juin 2017).
- 18 octobre : Om Puri, acteur indien († 6 janvier 2017).
- 19 octobre : Yvonne Mokgoro, juge sud-africaine († 9 mai 2024).
- 20 octobre :
  - Jorge Carlos Fonseca, homme politique cap-verdien.
  - Tom Petty, chanteur et guitariste américain († 2 octobre 2017).
  - Claude Sérillon, journaliste français.
- 21 octobre : Ronald McNair, astronaute américain († 28 janvier 1986).
- 23 octobre :
  - Guy Bleus, artiste visuelle belge.
  - Wieslaw Hartman, cavalier de saut d'obstacles polonais († 24 novembre 2021).
- 24 octobre : Bert Pronk, coureur cycliste néerlandais († 15 mars 2005).
- 27 octobre : Sue Lloyd-Roberts, journaliste britannique, reporter de la BBC († 13 octobre 2015).
- 30 octobre :
  - Boudewijn Braem, joueur et entraîneur de football belge († 27 mai 2005).
  - Kete Ioane, homme politique cookien († 13 février 2015).
  - Pierre Claude Nolin, homme politique canadien († 23 avril 2015).
- 31 octobre :
  - John Candy, acteur canadien († 4 mars 1994).
  - Zaha Hadid, architecte urbaniste irako-britannique († 31 mars 2016).

## Novembre
- 4 novembre : Markie Post, actrice américaine († 7 août 2021).
- 5 novembre : Zyx, éditeur, scénariste et dessinateur québécois de bande dessinée († 11 décembre 2015).
- 6 novembre : Leonardo Ulrich Steiner, cardinal brésilien, archevêque de Brasília.
- 7 novembre : Lindsay Duncan, actrice britannique.
- 8 novembre : Dennis Fentie, premier ministre du Yukon († 30 août 2019).
- 9 novembre : Tahani al-Gebali, magistrate égyptienne († 9 janvier 2022).
- 10 novembre : Bob Stewart, joueur de hockey sur glace canadien († 3 février 2017).
- 11 novembre : Michel Meyer, philosophe belge († 23 mai 2022).
- 13 novembre : 
  - Bruno Bayen, romancier, auteur dramatique, traducteur et metteur en scène de théâtre et d'opéra français († 6 décembre 2016).
  - Patrick Guillemin, acteur et doubleur français († 21 août 2011).
- 16 novembre : Carl J. Meade, astronaute américain.
- 21 novembre : Hicham Barakat, magistrat égyptien († 29 juin 2015).
- 22 novembre : Jean-Paul Landais, peintre français († 2 février 2021).
- 23 novembre : Chuck Schumer, homme politique américain.
- 24 novembre : Bob Burns, batteur américain du groupe Lynyrd Skynyrd († 3 avril 2015).
- 28 novembre : Ed Harris, acteur, réalisateur et scénariste américain.

## Décembre
- 1er décembre :
  - Paul Vincent Gunia, musicien, compositeur et arrangeur allemand († 25 octobre 2016).
  - Yvette Petit, actrice française († 3 août 2019).
  - Daniel Hétu, pianiste canadien († 8 janvier 2008).
- 2 décembre : Benjamin Stora, historien français.
- 3 décembre : 
  - Marie-Louise Fort, femme politique française († 24 septembre 2022).
  - Asa Hutchinson, Homme politique et gouverneur de l'État de l'Arkansas de 2015 à 2023.
- 5 décembre : Jean-Luc Petitrenaud, journaliste et critique gastronomique français († 10 janvier 2025).
- 6 décembre : Joe Hisaishi, compositeur japonais.
- 7 décembre : Jean-Claude Meunier, coureur cycliste français († 9 décembre 1985).
- 8 décembre : Sorapong Chatree, acteur thaïlandais († 10 mars 2022).
- 10 décembre : Jean-Jacques Rouch, journaliste et écrivain français († 23 juin 2016).
- 11 décembre : Olaf Van Cleef, voyageur, auteur et peintre collagiste néerlandais († 8 novembre 2018).
- 13 décembre : 
  - Tom Vilsack, homme politique et avocat américain.
  - Didier Savard, scénariste et dessinateur de bande dessinée français] († 4 juillet 2016).
- Sela Molisa, homme politique vanuatais († 21 août 2022).
- 16 décembre : Roy Schuiten, coureur cycliste néerlandais († 19 septembre 2006).
- 19 décembre : Steven M. Wise, juriste américain († 15 février 2024).
- 20 décembre : Carolyn Bennett, politicienne canadienne.
- Sid Ahmed Belkedrouci, footballeur international algérien (†13 août 2024).
- 21 décembre : 
  - Jeffrey Katzenberg, producteur américain, cofondateur de DreamWorks SKG.
  - Lillebjørn Nilsen, chanteur norvégien († 27 janvier 2024).
- 23 décembre : Vicente del Bosque, joueur et entraîneur de football espagnol.
- 24 décembre : Michel Konen, journaliste de télévision belge († 17 janvier 2022).
- 26 décembre : Glen Pearson, politicien canadien.
- 27 décembre :
  - Mark Goresky, mathématicien canadien.
  - Andreï Sousline, mathématicien soviétique puis russe († 10 juillet 2018).
- 29 décembre : Jon Polito, acteur américain († 1er septembre 2016).

## Date précise inconnue
- Louise Abbott, écrivaine canadienne.
- Paul Abine Ayah, homme politique camerounais.
- Hama Amadou, homme politique nigérien († 23 octobre 2024).
- Khalifa Bakhti, footballeur marocain († 25 mars 2009).
- Gloria Bonder, psychologue argentine.
- Tenzin Delek Rinpoché, lama respecté du bouddhisme tibétain († 12 juillet 2015).
- Abou Firas al-Souri, djihadiste syrien, membre d'Al-Qaïda († 3 avril 2006).
- Martine Havet, actrice, chanteuse et animatrice de télévision française († 14 janvier 2015).
- Emmanuel Laurent, producteur de cinéma français († 8 février 2015).
- François Leclère, compositeur français († 19 juillet 2015).
- Riek Machar, homme d'État sud-soudanais.
- Mohamed Naouali, footballeur tunisien († 3 décembre 2018).
- Lemanu Peleti Mauga, homme politique des Samoa américaines.
- Michael Rank, journaliste anglais († 20 mai 2017).
- Tavleen Singh, journaliste et écrivaine indienne.
- Jean-Louis Stalport, homme politique belge († 7 mai 1997).
- Gilbert Tiberghien, acteur et metteur en scène français († 11 mars 2016).
- Marco Luzzago, lieutenant du grand maître de l'ordre souverain de Malte († 7 juin 2022).